# Колбуш, Томаш
Томаш Колбуш (пол. Tomasz Kolbusz, 28 марта 1965, Бельско-Бяла — 21 декабря 2006, Краков) — один из зачинателей польского Интернета, соучредитель и многолетний президент интернет-портала Onet.pl.

## Биография
Окончив Ягеллонский университет в Кракове, получил диплом японоведа.
В начале 1990-х годов начал заниматься бизнесом с продажи словарей. В 1991 г. создал издательство «Pascal», широко известное по серии практических руководств. Вместе с товарищем по лицею Петром Виламом организовал фирму «Optimus Pascal» и создал портал Onet.pl.
Onet быстро опередил возникший ранее портал «Wirtualnа Polskа» (рус. Виртуальная Польша) и на протяжении почти десяти лет является наибольшим по популярности польским порталом. Ежемесячно им пользуются около 9,5 млн интернет-пользователей.
Томаш Колбуш возглавлял Onet до 2004 г. Позже продал пакет своих акций и ушел с поста президента. Сейчас портал принадлежит фирме
ITI общества TVN.
Некоторое время после продажи акций, оставался консультантом по стратегии, пока полностью не ушел с фирмы, посвятив себя путешествиям.
По данным еженедельника «Wprost» в 2001 и 2002 г. был включен в список ста самых богатых людей Польши на 97 позицию. 
Умер внезапно, при невыясненных обстоятельствах 21 декабря 2006 г. в возрасте 41 года.